# Floyd McFarland
Floyd McFarland (San José, 9 de juliol de 1878 - Newark, 17 d'abril de 1915) fou un ciclista estatunidenc, professional des del 1900 fins al 1909. Va destacar en les curses de sis dies.
McFarland va morir en una baralla durant una cursa a Newark.

## Palmarès
- 1896
  -  Campió dels Estats Units en Velocitat amateur
- 1900
  - 1r als Sis dies de Nova York (amb Harry Elkes)
- 1901
  -  Campió dels Estats Units en Madison
- 1902
  - 1r als Sis dies de Boston (amb Otto Maya)
- 1904
  -  Campió dels Estats Units en Madison
- 1908
  - 1r als Sis dies de Nova York (amb Jim Moran)
- 1909
  - 1r als Sis dies de Berlín (amb Jim Moran)